# Nomada subaccepta
Nomada subaccepta är en biart som beskrevs av Cockerell 1907. Nomada subaccepta ingår i släktet gökbin, och familjen långtungebin. Inga underarter finns listade i Catalogue of Life.